# Diploplecta opaca
Diploplecta opaca là một loài nhện trong họ Linyphiidae.
Loài này thuộc chi Diploplecta. Diploplecta opaca được Alfred Frank Millidge miêu tả năm 1988.